# Astragalus laguriformis
Astragalus laguriformis är en ärtväxtart som beskrevs av Josef Franz Freyn. Astragalus laguriformis ingår i släktet vedlar, och familjen ärtväxter. Inga underarter finns listade i Catalogue of Life.